# Israelische Akademie der Wissenschaften

Das Logo der israelischen Akademie der Wissenschaften

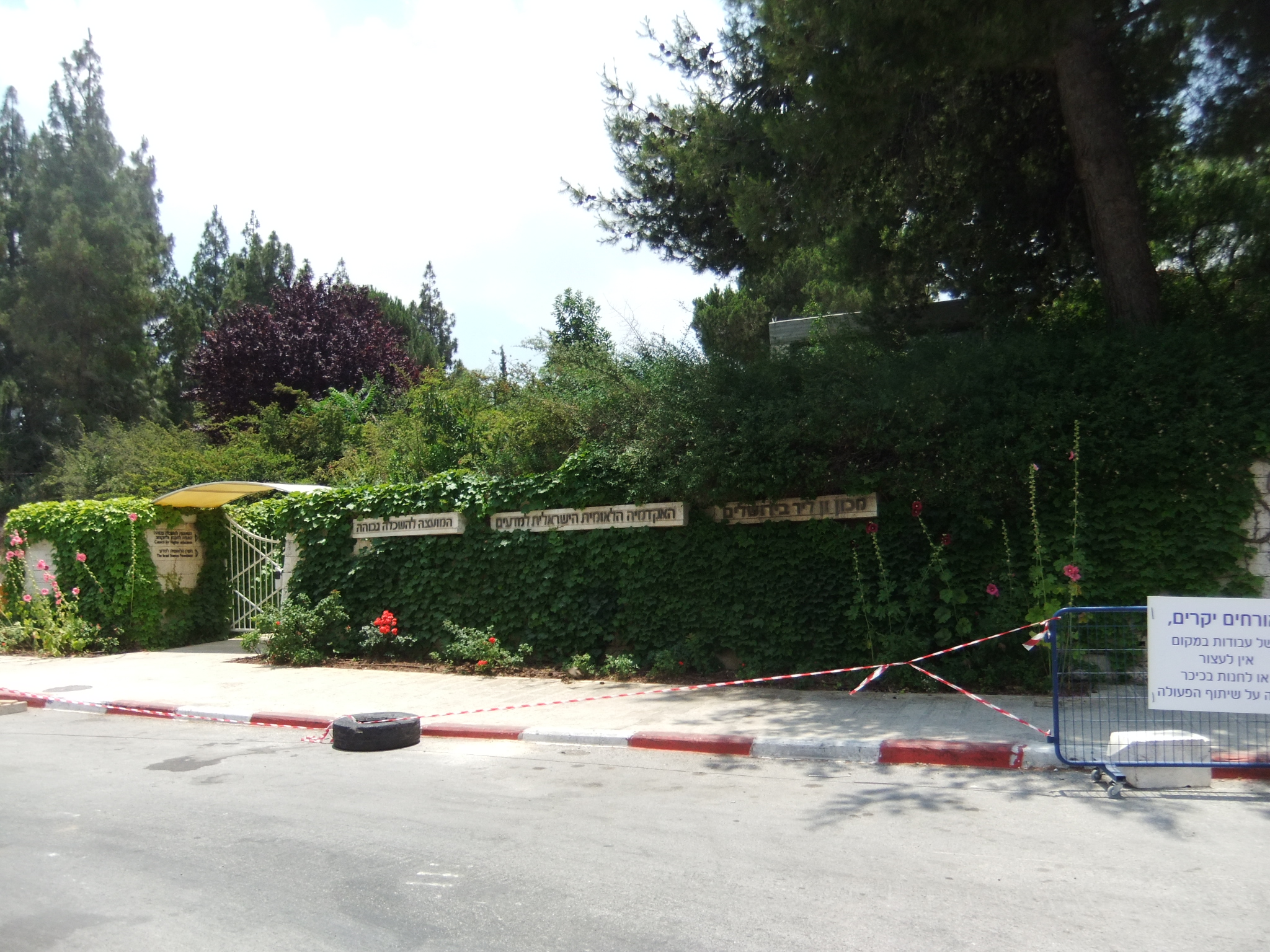
Eingang zur israelischen Akademie der Wissenschaften

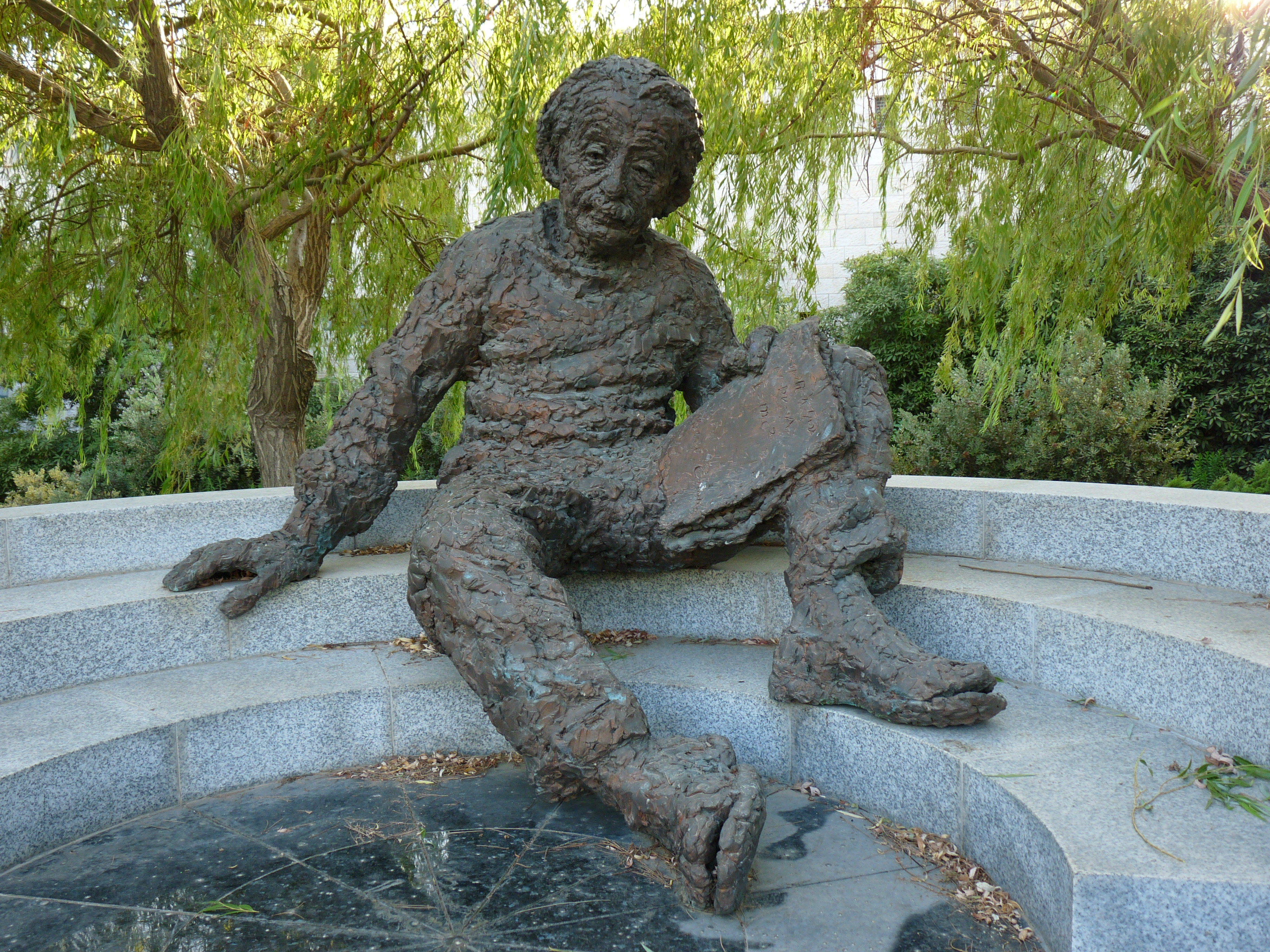
Statue von Albert Einstein im Hof der Akademie

Die Israelische Akademie der Wissenschaften, genauer Israelische Akademie der Natur- und Geisteswissenschaften (hebräisch הָאָקָדֶמְיָה הַלְּאֻמִּית הַיִּשְׂרְאֵלִית לְמַדָּעִים HaʾAqademjah haLəʾummīt haJisrɘʾelīt lɘMaddaʿīm, deutsch ‚Israelische Nationale Akademie für Wissenschaften‘, lateinisch Academia Scientiarum Israelitica, Plene: האקדמיה הלאומית …) ist die Akademie der Wissenschaften des Staates Israel.

## Gründung
Bereits sechs Jahre nach der Gründung Israels wurde durch den Bildungsminister Professor Ben-Zion Dinur und ein Komitee prominenter Wissenschaftler die Gründung einer unabhängigen nationalen Akademie angeregt. Nachdem dieses Ansinnen seit 1957 durch den Premierminister David Ben-Gurion formell unterstützt wurde, kam es nach Vorbereitungen durch den Religionsphilosophen Martin Buber am 27. Dezember 1959 zur Gründung der Akademie, die im Juni 1961 von der Knesset bestätigt wurde. Martin Buber wurde ihr erster Präsident.

## Struktur
Die israelische Akademie der Wissenschaften besteht aus zwei Sektionen: Naturwissenschaften und Geisteswissenschaften (umfasst auch Sozialwissenschaften). Sie wird durch den Präsidenten und Vizepräsidenten, den Vorsitzenden der Sektionen und einem Geschäftsführer verwaltet. Es findet eine jährliche Vollversammlung statt, die Sektionen versammeln sich dreimal pro Jahr. Der Hauptsitz der Akademie ist Jerusalem, Albert Einstein Square, 43 Jabotinsky St.

## Aufgaben
Ziele der Akademie sind neben der Organisation der besten in Israel lebenden Gelehrten und Wissenschaftler die Förderung von Wissenschaft und Forschungsprojekten, Beratung der Regierung in Angelegenheiten der Forschung und Wissenschaftsplanung von nationaler Bedeutung, Kontaktpflege zu entsprechenden ausländischen Einrichtungen und die Vertretung Israels bei internationalen Organisationen und Konferenzen. Auch beteiligt sich die Akademie an der Finanzierung von nationalen und internationalen Forschungsprojekten (z. B. CERN) und vergibt Stipendien.

## Mitglieder
Laut Satzung kann jede der beiden Sektionen (Natur- und Geisteswissenschaft) bis zu 35 Mitglieder haben, wobei Mitglieder, die älter als 75 Jahre sind oder nicht (mehr) in Israel leben, nicht gezählt werden. Solange die Zahl von 35 nicht erreicht ist, können pro Sektion und Jahr bis zu fünf neue Mitglieder gewählt werden. Dabei handelt es sich um eine Mitgliedschaft auf Lebenszeit.

## Liste der Präsidenten
Die israelische Akademie der Wissenschaften wurde bisher von den folgenden Präsidenten geleitet:
| Präsident        | von-bis   | Sektion               | Fachgebiet              |
| ---------------- | --------- | --------------------- | ----------------------- |
| Martin Buber     | 1960–1962 | Geisteswissenschaften | Sozialphilosophie       |
| Aharon Katzir    | 1962–1968 | Naturwissenschaften   | Biophysik               |
| Gershom Scholem  | 1968–1974 | Geisteswissenschaften | Jüdische Mystik         |
| Aryeh Dvoretzky  | 1974–1980 | Naturwissenschaften   | Mathematik              |
| Ephraim Urbach   | 1980–1986 | Geisteswissenschaften | Talmud                  |
| Joshua Jortner   | 1986–1995 | Naturwissenschaften   | Chemie                  |
| Jacob Ziv        | 1995–2004 | Naturwissenschaften   | Elektrotechnik          |
| Menahem E. Yaari | 2004–2010 | Geisteswissenschaften | Wirtschaftswissenschaft |
| Ruth Arnon       | seit 2010 | Naturwissenschaften   | Immunologie             |